# 多米尼哥·基蘭達奧
多米尼哥·基兰达奥（Domenico Ghirlandaio 義大利語：[doˈmeːniko ɡirlanˈdaːjo]；1449年—1494年1月11日），或譯多梅尼科·基爾蘭達約，是一位意大利文藝復興時期的畫家，也是佛羅倫薩在文藝復興時期湧現的的第三代畫家之一。他曾與其兄弟大衛·基蘭達奧、貝内德托·基蘭達奧及妹夫塞巴斯蒂亞諾·馬依那爾迪等家族成員一起組建了一個大型畫室，並擔任其中的領導人物。後來他的兒子烏迪内·基蘭達奧也加入了其中。在他的画室的众多学徒中，最著名的是米开朗基罗。

## 代表作
- 《首批宗徒的圣召》，1481–1482年，湿壁画，位于梵蒂冈西斯汀小堂
- 荣耀圣母与圣徒
- 圣母加冕
- 哀悼基督
- 最后的晚餐（注：不同于达芬奇的同名画作）
- 乔凡纳·塔娜布妮像
- 《老人和他的孙子》，1490年，蛋彩画，现藏于法国卢浮宫
- 圣母的婚礼
- 博士来拜
- 圣母诞生
- 天使报喜
- 仁慈的圣母

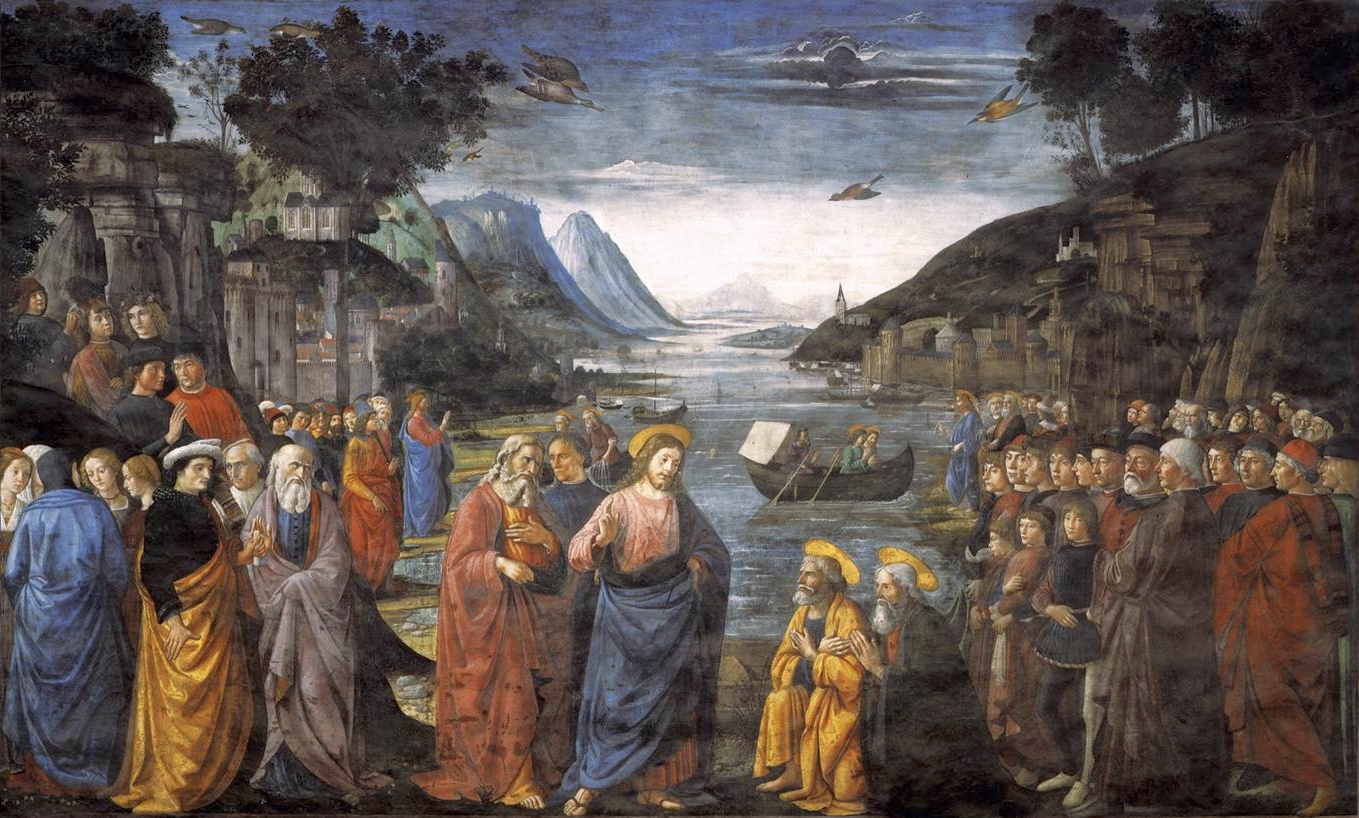
《首批宗徒的圣召》，1481–1482年，湿壁画，位于梵蒂冈西斯汀小堂
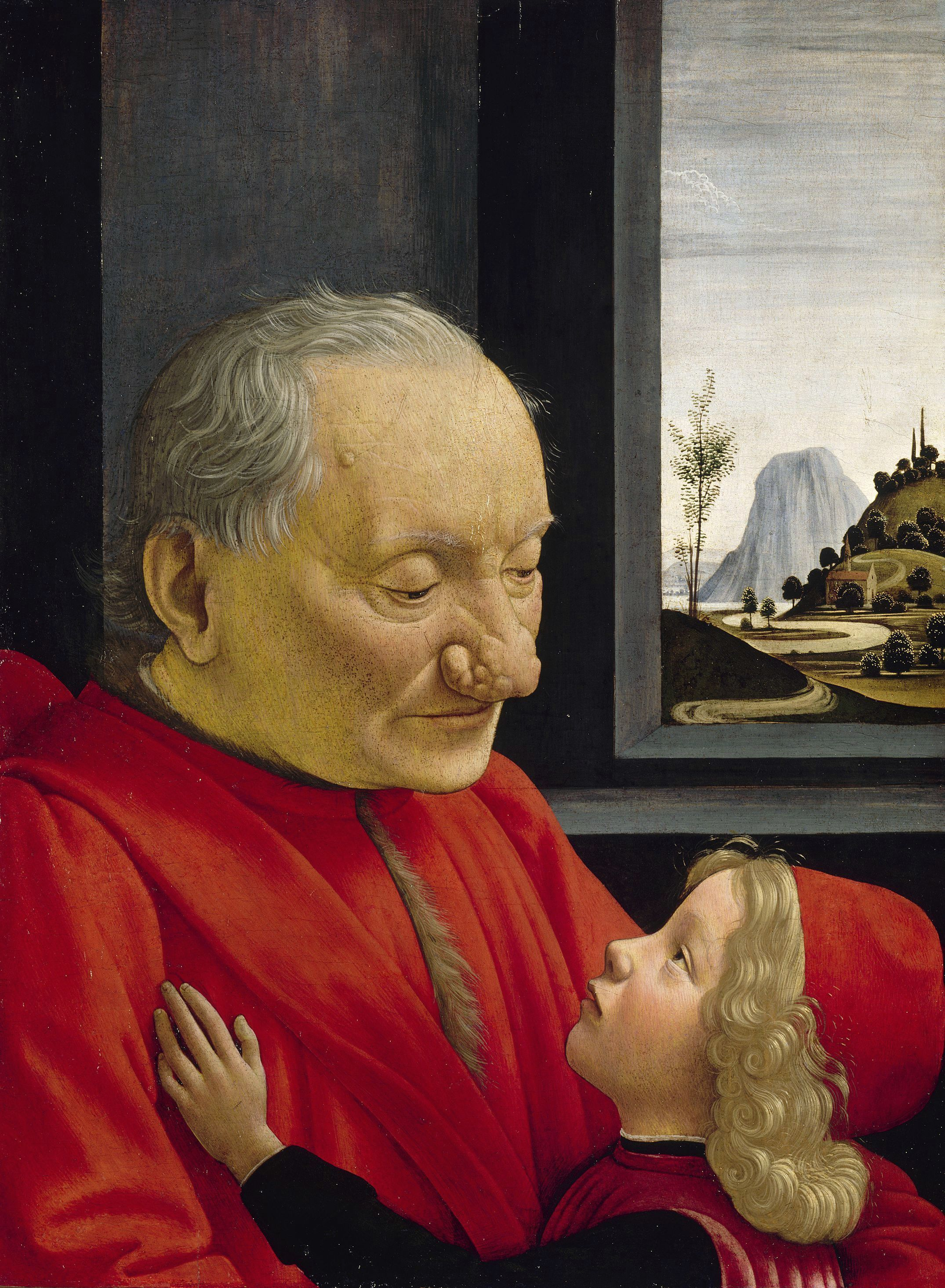
《老人和他的孙子》，1490年。蛋彩画。现藏于法国卢浮宫

## 外部連結
- ghirlandaio.it
- Web Gallery of Art （页面存档备份，存于）
- Ghirlandaio in Panopticon Virtual Art Gallery
- Ghirlandaio's Cappella Sassetti Frescoes
- Where to find Ghirlandaio's works in Florence （页面存档备份，存于）
- Ghirlandaio and Renaissance Florence exhibition
- Italian Paintings: Florentine School （页面存档备份，存于），128至137頁為其作品集